# Đảng Liên minh Quốc gia Lào
Đảng Liên minh Quốc gia Lào (tiếng Lào: ລາວລວມສຳພັນ, đã Latinh hoá: Lao Ruam Samphanh) là cựu đảng phái chính trị Xã hội chủ nghĩa Phật giáo ở Lào trước năm 1975.

## Lịch sử
Đảng này được Bong Souvannavong thành lập vào ngày 22 tháng 9 năm 1947. Đảng giành được hai trong số 39 ghế trong cuộc bầu cử năm 1951 và giữ nguyên cả hai ghế trong cuộc bầu cử năm 1955. Đảng không giành được một ghế nào trong cuộc bầu cử bổ sung năm 1958 và mất đại biểu quốc hội sau cuộc bầu cử năm 1960.